# Francis Tresham (autore di giochi)
Francis Tresham (1936 – 23 ottobre 2019) è stato un autore di giochi britannico.

## Biografia
Francis Tresham cominciò a produrre giochi da tavolo dall'inizio degli anni settanta. Nel 1971 fondò la compagnia Hartland Trefoil, nota per Civilization (1981) e  1829, che fu il primo della serie di giochi 18xx e che ispirò Sid Meier per il suo Railroad Tycoon.
Nel 1998 cedette la Hartland Trefoil alla Microprose, che voleva acquisire i diritti del nome "Civilization" sia per i giochi da tavolo, che per i videogiochi. Per continuare a pubblicare i giochi della serie 18XX fondò la Tresham Games con sede a Northampton.
Francis Tresham è generalmente considerato il primo autore ad avere usato un albero tecnologico nei suoi giochi. Questa idea ebbe una larga influenza su altri giochi da tavolo e videogiochi
Con David Parlett fu il primo ad essere inserito nell'albo d'onore della UK Games Expo.. 
È morto il 23 ottobre 2019.

## Giochi
- 1829 (1974)
- con G. E. N. Tinley The Game of Ancient Kingdoms (1974)
- Civilization (1980)
- Shocks & Scares (1983)
- 1830: The Game of Railroads and Robber Barons (1986)
- 1853 (1989)
- 1825 (1994). Revisione di 1829 pubblicata in tre moduli separati.
- Revolution: The Dutch Revolt 1568-1648 (2004)
- 1829 Mainline (2005)
- Spanish Main (1984)